# Luigi Guido Grandi

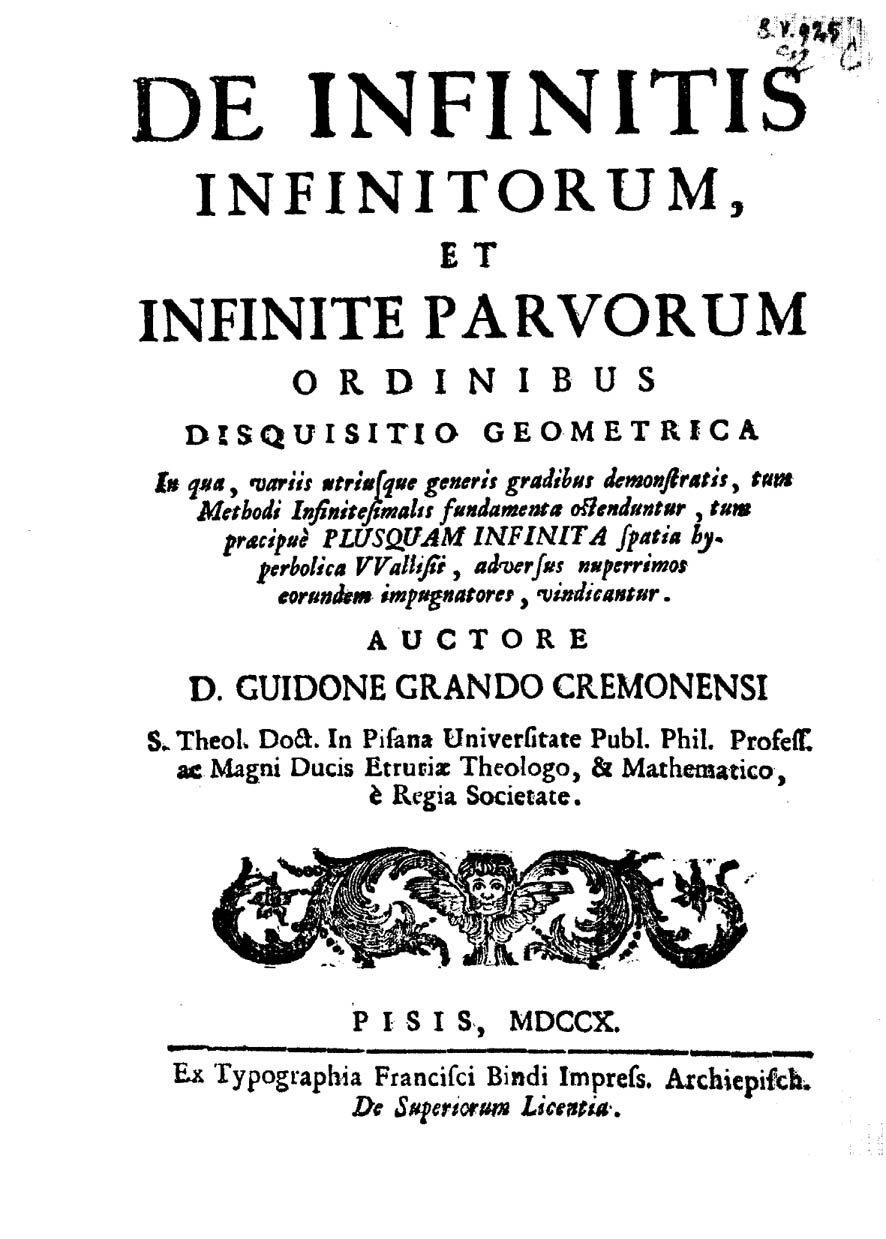
De infinitis infinitorum

Luigi Guido Grandi (también conocido simplemente por el nombre que adoptó como religioso, Guido Grandi) (1 de octubre de 1671 - 4 de julio de 1742) fue un monje de la Orden de la Camáldula; sacerdote, filósofo, matemático, e ingeniero italiano. Entre otras realizaciones, estudió las curvas sobre una superficie esférica que denominó como clelias en honor de Clelia Grillo Borromeo.

## Biografía
Grandi nació en Cremona, Italia, y fue bautizado con el nombre de Luigi. En esta misma ciudad se educó en la universidad de los jesuitas. Tras completar sus estudios en 1687, ingresó en el noviciado de los monjes de la Orden de la Camáldula en Ferrara y tomó el nombre de Guido. En 1693 fue enviado al Monasterio de San Gregorio Magno, sede de los Camaldolenses en Roma, para completar sus estudios en filosofía y teología como parte de su preparación para ordenarse como sacerdote. Un año más tarde, Grandi fue nombrado profesor de ambas materias en el Monasterio Camaldolense de Santa María de los Ángeles en Florencia. Al parecer fue durante este periodo de su vida en el que se interesó por las matemáticas, actividad en la que siguió investigando por su cuenta incluso cuando se le nombró profesor de filosofía en el Monasterio de San Gregorio en 1700, y cuando desempeñó posteriormente un cargo similar en Pisa.
A pesar de sus obligaciones docentes, hacia 1707 Grandi había desarrollado tal reputación en el campo de las matemáticas que fue nombrado matemático de la corte del Gran Duque de Toscana, Cosme III de Médici. En este puesto también trabajó como ingeniero, siendo nombrado Superintendente de Aguas del Ducado, y acometiendo el drenaje del Valle de Chiana. En 1709  visitó Inglaterra, donde impresionó a sus colegas y fue elegido miembro de la Royal Society. La Universidad de Pisa le nombró profesor de matemáticas en 1714. Murió en esta última ciudad el 4 de julio de 1742.

## Estudios matemáticos
En 1701 Grandi publicó un estudio de la loxodrómica en un cono, seguido por un estudio en 1703 de la curva a la que denominó versiera, del latín: vertere (girar). Esta curva fue más tarde estudiada por una de las pocas científicas de la época, Maria Gaetana Agnesi. A través de un malentendido del traductor de su trabajo al inglés, quien confundió la palabra italiana avversiera, esta curva pasó a ser conocida en inglés como la "bruja de Agnesi". Sus estudios sobre esta curva contribuyeron a introducir las ideas de Leibniz sobre el cálculo en Italia.
En matemáticas es conocido por su trabajo Flores geometrici (1728), estudiando la curva denominada rosa polar (con la forma de los pétalos de una flor), y por la serie de Grandi. Ideó el nombre de la curva rhodonea (una rosa polar). Así mismo, caracterizó una familia de curvas sobre una superficie esférica que denominó clelias en honor a Clelia Grillo Borromeo (la curva de Viviani es un caso particular de clelia).
También contribuyó a la Nota en el Tratado de Galileo Respecto del Movimiento Natural en la primera edición Florentina de los trabajos de Galileo Galilei.

## Obras
- Geometrica demonstratio Vivianeorum problematum. Florentiae: ex Typographia Iacobi de Guiduccis propè Conductam. 1699.
- De infinitis infinitorum, et infinite parvorum ordinibus disquisitio geometrica. Pisis: ex Typographia Francisci Bindi impress. archiepisch. 1710.
- Epistola mathematica de momento gravium in planis inclinatis. Lucae: typis Peregrini Frediani. 1711.
- Dialoghi circa la controversia eccitatagli contro dal sig. Alessandro Marchetti. In Lucca: ad istanza di Francesco Maria Gaddi librajo in Pisa. 1712.
- Prostasis ad exceptiones clari Varignonii libro De infinitis infinitorum ordinibus oppositas circa magnitudinum plusquam-infinitarum Vallisii defensionem et anguli contactus. Pisis: ex Typographia Francisci Bindi impress. archiepisch. 1713.
- Del movimento dell'acque trattato geometrico. Firenze.
- Relazione delle operazioni fatte circa il padule di Fucecchio. In Lucca: per Leonardo Venturini. 1718.
- Trattato delle resistenze. Firenze: per Tartini e Franchi. 1718?.
- Compendio delle Sezioni coniche d'Apollonio con aggiunta di nuove proprietà delle medesime sezioni. In Firenze: nella Stamperia di S.A.R. per gli Tartini e Franchi. 1722.
- Instituzioni meccaniche. In Firenze: nella Stamperia di S.A.R. per Gio: Gaetano Tartini e Santi Franchi. 1739.
- Istituzioni di aritmetica pratica. In Firenze: nella Stamperia di S.A.R. per Gio: Gaetano Tartini e Santi Franchi. 1740.
- Sectionum conicarum synopsis. Florentiae: ex typographio Ioannis Paulli Giovannelli. 1750.